# 黃俊華 (武術運動員)
黃俊華，SLM（Huang Jun Hua，1991年12月29日—）是一位澳門武術運動員，他在2014年韓國仁川亞運奪得南拳南棍全能的銀牌，在2018年印尼雅加達亞運奪得同一項目的金牌。
黃俊華年少時在國內曾經左腿股骨斷裂，因而放棄槍劍長拳，轉而練習南拳。2015年，黃俊華在「世界武術錦標賽」中摘下南棍及南刀金牌。
2018年8月21日，他在2018年印尼雅加達亞運中，以總成績19.43分贏得男子南拳南棍全能冠軍。澳門行政長官崔世安隨即代表澳門特別行政區政府向黃俊華、武術代表隊和澳門體育代表團表示熱烈的祝賀。

## 榮譽
- 澳門傑出運動員選舉

「澳門傑出運動員」（2017年）